# Skiffia francesae
Skiffia francesae, skiffia dourada ou tiro dorado, é uma espécie de Goodeidae endémica do rio de Teuchitlán, no oeste do México. Ele está extinta na natureza, mas tem sido mantida em aquários e pelo comércio aquarista.